# Avitus van Vienne
Sextus Alcimus Ecdicius Avitus (circa 450 - Vienne, 5 februari 518), Sint-Avitus, was bisschop van Vienne in Gallië van 494 tot zijn dood in 518. Vienne behoorde tot het koninkrijk der Bourgondiërs.

## Leven
Avitus was afkomstig uit een adellijke Gallo-Romeins geslacht en waarschijnlijk een kleinzoon van keizer Avitus († 456). In 494 werd hij in navolging van zijn vader bisschop van Vienne en met de tijd een van de belangrijkste Gallische bisschoppen. Hij streed tegen het arianisme, waar de meeste Bourgondiërs destijds aanhangers van waren. Hij adviseerde de Bourgondische koningen Gundobad en Sigismund in hun religieuze en politieke aangelegenheden. Als bisschop bestreed hij ook het eutychianisme en Pelagiaanse perspectieven en sprak hij zich uit tegen het Acaciaanse schisma. Als religieus leider kwam hij vaak in aanraking met politieke gebeurtenissen die in zijn brieven ook naar voren komen. In 497 slaagde hij er in om Sigismund van Bourgondië, de zoon en erfgenaam van koning Gundobad, tot het katholicisme te bekeren. Dankzij intensieve diplomatie door Avitus koos Gundobad de zijde van de Franken en niet die van de Ostrogoten. Mede hierdoor kon Chlodovech in 507 de Visigoten verslaan bij Vouillé en daardoor de belangrijkste koning in Gallië worden.
Een ander wapenfeit van Avitus was zijn strijd tegen het semi-pelagianisme en voor het primaat van de bisschop van Rome als hoofd van de katholieke kerk. Verder verwierf Avitus vooral bekendheid als schrijver. Een van de bekendste brieven van Avitus is de brief naar Clovis I waarin hij hem feliciteert met zijn katholieke doop.
Volgens de traditie was de broer van Avitus, Apollinaris bisschop van Valence, gelegen stroomafwaarts de Rhône.
- Bibsys: 95000297
- Biblioteca Nacional de España: XX5279242
- Bibliothèque nationale de France: cb122567722 (data)
- Catàleg d'autoritats de noms i títols de Catalunya: 981058512237106706
- CiNii: DA04334380
- Digitale Bibliotheek voor de Nederlandse Letteren: avit001
- Gemeinsame Normdatei: 118966626
- Historisch woordenboek van Zwitserland: 010300
- International Standard Name Identifier: 0000 0001 2117 2950
- Library of Congress Control Number: n85289308
- Nationale Bibliotheek van Letland: 000196421
- Nationale Bibliotheek van Tsjechië: ola2002153990
- Nationale bibliotheek van Australië: 35879134
- Nationale Bibliotheek van Israël: 987007258065705171
- Nationale Bibliotheek van Polen: a0000002406354
- Nationale en Universitaire bibliotheek Zagreb: 000472922
- Nederlandse Thesaurus van Auteursnamen: 07158126X
- Réseau des bibliothèques de Suisse occidentale: 02-A002954051
- Istituto Centrale per il Catalogo Unico: SBLV214798
- Système universitaire de documentation: 031332463
- Trove: 1128195
- Virtual International Authority File: 67961
- WorldCat: E39PBJmxTqKGmPprk8GMRCPYT3

1. 1 2 3  Danuta Shanzer, Ian Wood (2002-01). Avitus of Vienne. Liverpool University Press, 4 Cambridge Street, Liverpool, L69 7ZU. ISBN 978-0-85323-588-0.
2. ↑  SURFconext - Selecteer een instelling en login bij. engine.surfconext.nl. Geraadpleegd op 8 januari 2021.
3. ↑  (en) Nodes, D. J.  (oktober 2004). 'Avitus.'. The Classical Review  54:2